# Języki riukiuańskie
Języki riukiuańskie (jap. 琉球語 ryūkyūgo) – grupa języków używanych na Wyspach Riukiu. Istnieją różne koncepcje ich klasyfikacji – często nadal uważane są za dialekty języka japońskiego, jednak obecnie widać coraz wyraźniejszą tendencję do wyodrębniania ich jako oddzielnych języków, tworzących wraz z japońskim jedną rodzinę językową (w taki sposób grupuje je np. baza danych Ethnologue).

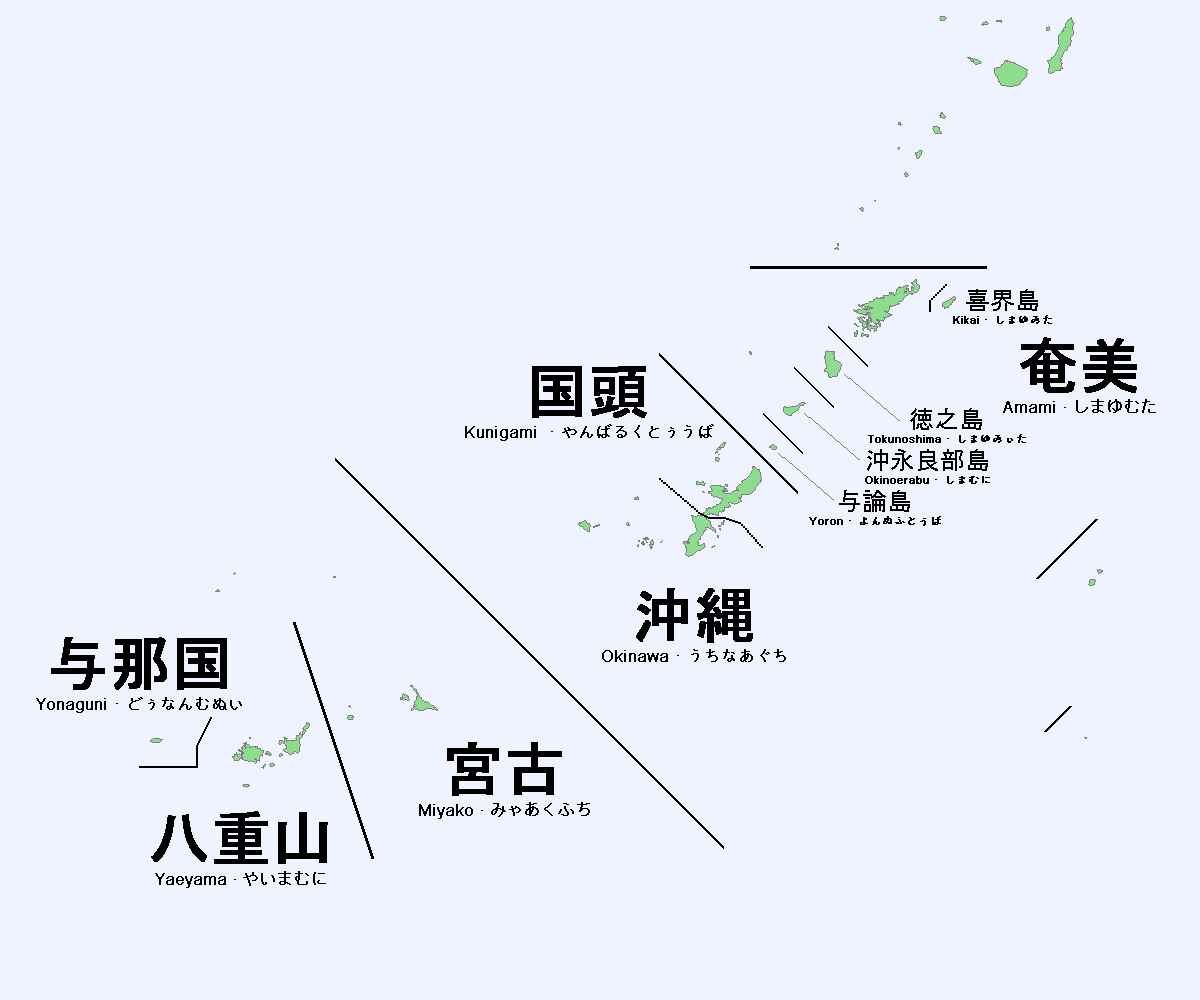
Języki riukiuańskie

Językami z tej grupy posługuje się ponad milion ludzi.
Nie ma jasnych zasad co do wyodrębniania poszczególnych języków, jednak zazwyczaj wyróżnia się 6 języków riukiuańskich:
- język amami (130 000 użytkowników)
- język miyako (55 783 użytkowników)
- język okinawski (900 000 użytkowników)
- język kunigami
- język yaeyama (44 650 użytkowników)
- język yonaguni (1800 użytkowników)

Ethnologue wyróżnia 11 języków riukiuańskich, natomiast japoński Narodowy Instytut Języka Ojczystego dzieli te etnolekty na trzy główne grupy (Amami-Okinawa, Sakishima i Yonaguni) obejmujące w sumie 14 dialektów, traktowanych jako dialekty języka japońskiego.

## Klasyfikacja języków riukiuańskich według Ethnologue[3]
Języki amami-okinawskie
Północne
- Południowy amami-oshima [ams]
- Kikai [kzg]
- Północny amami-oshima [ryn]
- Toku-no shima [tkn]

Południowe
- Oki-no erabu [okn]
- Centralny język okinawski [ryu]
- Kunigami [xug]
- Yoron [yox]

Języki sakishima
- Miyako [mvi]
- Yaeyama [rys]
- Yonaguni [yoi]